# USS Lewis B. Puller (ESB-3)
USS Льюїс Бі. Пуллер (ESB-3) (англ. USS Lewis B. Puller (ESB-3)) — перше спеціально побудоване компанією General Dynamics NASSCO в Сан-Дієго (Каліфорнія) допоміжне вантажне судно-експедиційна морська база (спочатку класифікувалося, як мобільна десантна платформа, а згодом — як передова опорна плавуча база) для Військово-морських сил США.
Названий на честь генерал-лейтенанта корпуса морської піхоти США Льюїса Барвелла «Честі» Пуллера.
Порт приписки — Манама (Бахрейн). Входить до складу 5-го флоту США.